# Amegilla andresi
Amegilla andresi es una especie de abeja excavadora perteneciente al género Amegilla, categorizada en la tribu Anthophorini, de la subfamilia Apinae. Fue descrita por el entomólogo alemán Heinrich Friedrich August Karl Ludwig Friese en 1914.
Esta especie es muy activa durante los meses de abril, mayo, junio, julio, agosto, septiembre, octubre y noviembre.

## Distribución
Se distribuye por África, en Marruecos, Túnez, Libia, Egipto y Argelia, Europa, en Portugal y España. También en Asia, en Israel.